# Nozze d'argento di Umberto I
Nozze d'argento di Umberto I è un francobollo non emesso, ma di cui esistono alcuni esemplari stampati, che il 22 aprile 1893 avrebbe dovuto commemorare le nozze d'argento tra Umberto I e la regina Margherita di Savoia.

## Notizie storiche
Se il francobollo avesse avuto regolare emissione, sarebbe stato il primo francobollo commemorativo d'Italia. Tale primato spettò invece nel 1910 alla serie dedicata a Giuseppe Garibaldi. Il francobollo era realizzato in tre colori e tale fattura non era mai stata tentata prima: un colore per il medaglione centrale, uno per la cornice ed il terzo per il fondo. Proprio questa caratteristica, che prevedeva una lavorazione inconsueta per l'epoca, portò a un ritardo rispetto al giorno di emissione, al quale l'Officina Carte Valori arrivò con solamente pochi fogli di prova e la decisione di non procedere oltre.

## Notizie tecniche
- Soggetto: effigie di Umberto I e Margherita di Savoia
- Tiratura: sconosciute
- Validità: non ha avuto corso
- Stampa: tipografica
- Carta: fatta a macchina[1]
- Fogli: 100 esemplari incolonnati 10X10[1]
- Dentellatura: 14 a pettine
- Filigrana: a scudo di Savoia[1]
- Gomma: giallastra
- Disegnatore: Lodovico Bigola[1]